# Mattia Battistini

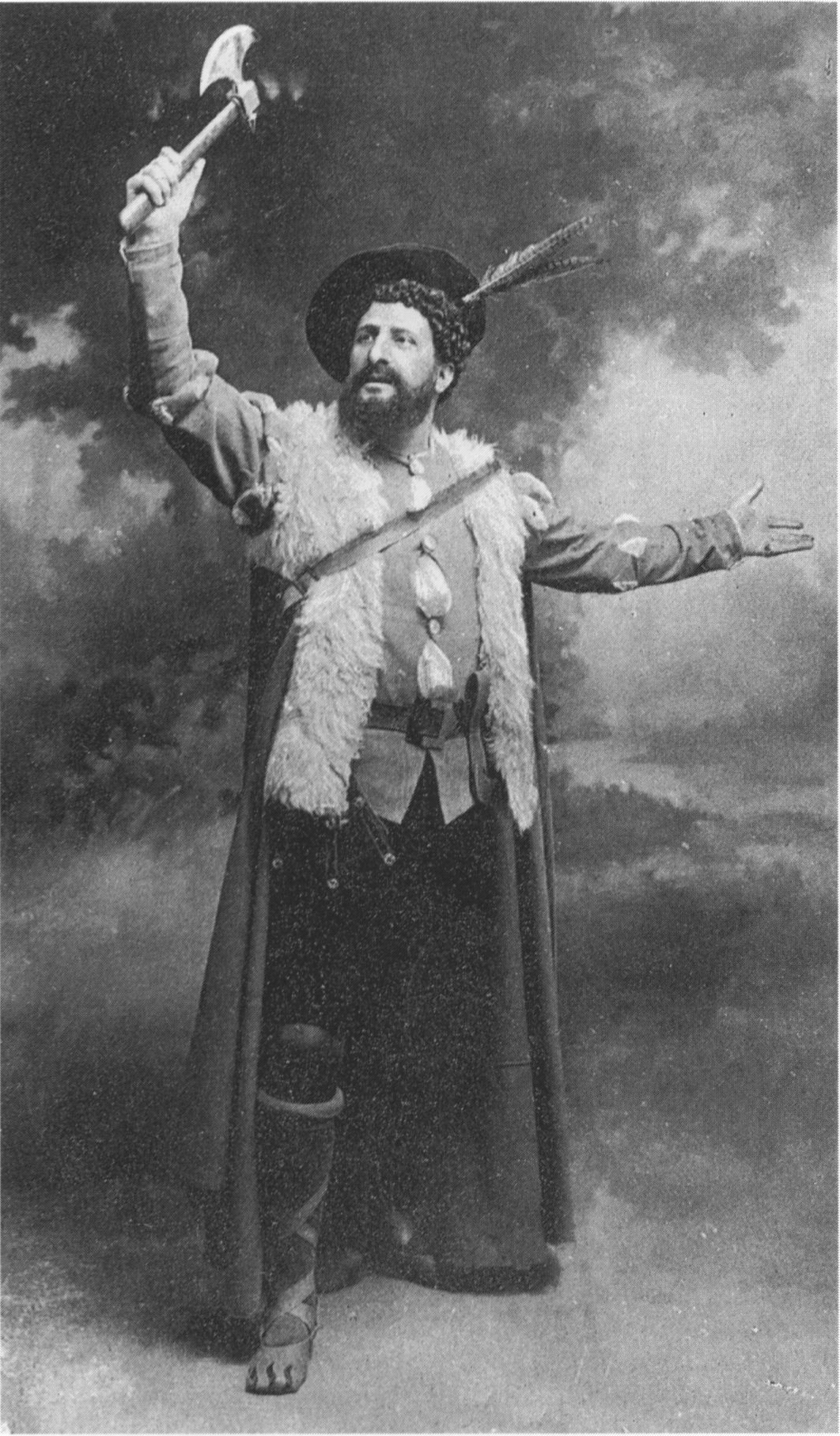
Mattia Battistini in der Titelrolle von Rossinis Guillaume Tell

Mattia Battistini (* 27. Februar 1856 in Rom; † 7. November 1928 in Colle Baccaro) war ein italienischer Opern- und Konzertsänger (Bariton).

## Leben
Mattia Battistini wuchs in einer mittelständischen Familie auf. Sein Vater Barone Poggio di Casalino war Professor für Anatomie an einer römischen Universität und wünschte sich, dass sein Sohn ebenfalls Medizin studieren würde. Stattdessen begann Battistini eine Gesangsausbildung bei Eugenio Terziani und Venceslao Persichini, später bei Luigi Mancinelli und Augusto Rotoli in Rom.
Am 11. Dezember 1878 sollte die Oper La favorita von Gaetano Donizetti im Teatro Argentino aufgeführt werden, doch der engagierte Sänger stand nicht zur Verfügung. So wurde der 22-jährige Student Mattia Battistini engagiert, der gerade ein Probesingen absolviert hatte. Die Aufführung wurde ein Erfolg.
Später sang er am Teatro Colon in Buenos Aires, am Teatro Pedro II. in Rio de Janeiro, am Teatro São José in São Paulo und an der Covent Garden Opera. Hauptsächlich sang er in Österreich, Spanien, Italien und Russland. Dort wurde er vom Zar geehrt.
1892 wirkte er bei der Uraufführung der Oper I Rantzau von Pietro Mascagni mit. Jules Massenet schrieb für Battistini die Titelpartie seiner Oper Werther für Bariton um. Auch Giuseppe Verdi schätzte den Sänger sehr. Es kam jedoch zu einer Missstimmung zwischen den beiden Künstlern, als Battistini die Hauptrolle in Verdis Falstaff ablehnte. Richard Wagner erklärte Battistinis Interpretation der Arie O du mein holder Abendstern aus der Oper Tannhäuser zu seiner Lieblingsversion.
Battistini gilt als eine der herausragenden Sängerpersönlichkeiten seiner Zeit. Gerühmt wurde vor allem seine makellose Gesangstechnik. Zeitgenossen bezeichneten ihn als La gloria d’Italia oder auch als Il Re dei baritoni.
Er starb 1928 an einem Asthma-Anfall, wenige Wochen vor seinem 50-jährigen Bühnenjubiläum.

## Tonaufnahmen
- Electrola D.B. 239, Schaut her! Prolog aus „Bajazzi“, Leoncavallo; Einst leuchtet in des Autors Seele aus „Bajazzi“, Leoncavallo